# Aarón Ñíguez
Aarón Ñíguez Esclápez (Elche,España, 26 de abril de 1989), conocido simplemente como Aarón, es un exfutbolista español que jugaba como delantero.
Es hijo de Boria y hermano de los futbolistas Saúl Ñíguez y Jonathan Ñíguez. Fue internacional en todas las categorías inferiores de la selección española y campeón de Europa sub-19 en Austria en 2007.

## Trayectoria
De familia de futbolistas, su padre José Antonio Ñíguez y sus hermanos Saúl Ñíguez y Jonathan Ñíguez también han sido profesionales. Comenzó jugando en el Caja de Elche, un club local de la ciudad de Elche del que pasó al Valencia C. F. cuando tenía tan solo 11 años.
Tras el paso por las categorías inferiores del Valencia C. F. Aarón debutó con el primer equipo, el 5 de diciembre de 2006, en la Liga de Campeones de la UEFA 2006-07 ante la A. S. Roma en el Estadio Olímpico de Roma. Sin embargo, y para su desgracia, sufrió en ese encuentro una rotura fibiliar que lo obligó a abandonar el campo y a permanecer un mes inactivo. Pese a su debut en la Liga de Campeones Aarón no disputó ningún partido en la Primera División española.
La temporada 2007/08 la comenzó jugando cedido en el Xerez C. D. pero en el mercado de invierno cambió el Xerez C. D. por el Iraklis F. C. de la Superliga de Grecia, también como cedido. Marcó su primer gol con el Iraklis F. C. el 16 de marzo de 2008, de penalti, en la victoria por 1-0 contra el Panionios N. F. C.. El penal fue provocado por una chilena acrobática, realizada por el propio Aarón, que fue detenida por la mano de un jugador del Panionios N. F. C..
El 13 de agosto de 2008, Aarón fue cedido por el Valencia C. F. al Glasgow Rangers durante dos años, reservándose este último una opción de compra. Al final del primer del año, tras no contar mucho en el club escocés, para la temporada 2009-10 llegó cedido al Celta de Vigo.
El 10 de noviembre de 2009, en un partido de Copa del Rey de Fútbol en el que se enfrentaban el Tenerife y el Celta de Vigo sufrió una rotura del ligamento cruzado anterior de la rodilla izquierda, lo que hizo que causara baja durante seis meses.
El 16 de agosto de 2010, Aaron fue cedido por el Valencia C. F. al Recreativo de Huelva para disputar la temporada 2010-2011. El 12 de julio de 2011 Aarón terminó su contrato con el Valencia C. F. y fichó por la U. D. Almería. El 7 de enero de 2013 rescindió su contrato con el Almería y posteriormente fichó por el Elche Club de Fútbol. Marcó un gol al Athletic Club (su primero en Primera) en San Mamés en el empate 2-2 entre el Athletic y el Elche. 
El 30 de agosto de 2016 fichó por el C. D. Tenerife con el objetivo de pelear por el ascenso y cumpliendo con su palabra de fichar por los tinerfeños si no conseguía equipo en Primera División.
El 3 de julio de 2017 fichó por el Real Oviedo por dos temporadas.
El 19 de noviembre de 2018 se incorporó al Johor de Malasia, después de rescindir su contrato con el club asturiano.
El 4 de marzo de 2020 se convirtió en jugador del Málaga C. F. hasta el final de la temporada tras encontrarse sin equipo después de su experiencia malaya y haber probado en el C. D. Lugo. Completó su carrera en el C. F. La Nucía y el C. D. Eldense antes de anunciar su retirada en septiembre de 2022.

## Selección nacional
Aarón participó en el Campeonato Europeo Sub-17 de la UEFA de 2006 con la selección española sub-17 anotando dos goles. También fue un miembro clave del equipo que se proclamó campeón del Campeonato Europeo de la UEFA Sub-19 de 2007 con la selección sub-19 española.
En febrero de 2007 disputó la Meridian Cup con la selección europea, que se impuso a la selección africana. En el partido de ida marcó dos goles.
El 18 de noviembre de 2008 hizo su debut con la selección española sub-21 contra la selección portuguesa sub-21.
Por otra parte, el 10 de septiembre de 2009 fue convocado con la Selección de fútbol de España sub-20 para participar en la Copa Mundial de Fútbol Sub-20 de 2009 disputada en Egipto, torneo en el que logró alcanzar los octavos de final anotando 4 goles durante su participación convirtiéndose de esa manera en el máximo goleador de la selección española sub-20.
Fue internacional sub-21 en 3 ocasiones.

## Clubes
| Club                              | País     | Año       | Partidos | Goles |
| --------------------------------- | -------- | --------- | -------- | ----- |
| Valencia C. F. Mestalla           | España   | 2006-2007 | 30       | 4     |
| Valencia C. F.                    | España   | 2006-2007 | 3        | 0     |
| Xerez C. D. (cedido)              | España   | 2007      | 11       | 0     |
| Iraklis Tesalónica F. C. (cedido) | Grecia   | 2008      | 14       | 4     |
| Rangers F. C. (cedido)            | Escocia  | 2008-2009 | 5        | 2     |
| Celta de Vigo (cedido)            | España   | 2009-2010 | 13       | 0     |
| Recreativo de Huelva (cedido)     | España   | 2010-2011 | 28       | 5     |
| U. D. Almería                     | España   | 2011-2013 | 53       | 5     |
| Elche C. F.                       | España   | 2013-2015 | 62       | 1     |
| S. C. Braga                       | Portugal | 2015-2016 | 15       | 0     |
| C. D. Tenerife                    | España   | 2016-2017 | 40       | 4     |
| Real Oviedo                       | España   | 2017-2018 | 45       | 5     |
| Johor Darul Takzim                | Malasia  | 2018-2019 | 3        | 0     |
| Málaga C. F.                      | España   | 2020      | 0        | 0     |
| C. F. La Nucía                    | España   | 2021      | 1        | 0     |
| C. D. Eldense                     | España   | 2021-2022 | 19       | 2     |

## Palmarés

### Títulos nacionales
| Título                    | Club          | País    | Año  |
| ------------------------- | ------------- | ------- | ---- |
| Premier League de Escocia | Rangers F. C. | Escocia | 2009 |
| Copa de Escocia           | Rangers F. C. | Escocia | 2009 |

### Títulos internacionales
| Título                               | Club                                 | Sede             | Año  |
| ------------------------------------ | ------------------------------------ | ---------------- | ---- |
| Campeonato Europeo de la UEFA Sub-19 | Selección de fútbol sub-19 de España | Austria          | 2007 |
| Juegos Mediterráneos de 2009         | Selección de fútbol sub-20 de España | Pescara (Italia) | 2009 |